# Monstera minima
Monstera minima är en kallaväxtart som beskrevs av Michael T. Madison. Monstera minima ingår i släktet Monstera och familjen kallaväxter. Inga underarter finns listade.